# 50 kilomètres marche aux championnats du monde d'athlétisme 1983
Navigation
Rome 1987
L'épreuve du 50 kilomètres marche des championnats du monde d'athlétisme 1983 s'est déroulée le 12 août 1983 dans les rues d'Helsinki, en Finlande, avec une arrivée au Stade olympique. Elle est remportée par l'Est-allemand Ronald Weigel.

## Résultats
| Rang               | Athlète                 | Pays                 | Temps           | Notes |
| ------------------ | ----------------------- | -------------------- | --------------- | ----- |
| Médaille d'or      | Ronald Weigel           | Allemagne de l'Est   | 3 h 43 min 08 s |       |
| Médaille d'argent  | José Marín              | Espagne              | 3 h 46 min 32 s |       |
| Médaille de bronze | Sergey Yung             | Union soviétique     | 3 h 49 min 03 s |       |
| 4                  | Reima Salonen           | Finlande             | 3 h 52 min 53 s |       |
| 5                  | Raúl González Rodríguez | Mexique              | 3 h 53 min 51 s |       |
| 6                  | François Lapointe       | Canada               | 3 h 53 min 57 s |       |
| 7                  | Sandro Bellucci         | Italie               | 3 h 55 min 38 s |       |
| 8                  | Viktor Dorovskikh       | Union soviétique     | 3 h 56 min 02 s |       |
| 9                  | Marco Evoniuk           | États-Unis           | 3 h 56 min 57 s |       |
| 10                 | Bengt Simonsen          | Suède                | 3 h 57 min 25 s |       |
| 11                 | Pavol Szikora           | Tchécoslovaquie      | 3 h 59 min 03 s |       |
| 12                 | László Sator            | Hongrie              | 3 h 59 min 27 s |       |
| 13                 | Lars Ove Moen           | Norvège              | 4 h 00 min 50 s |       |
| 14                 | Seppo Immonen           | Finlande             | 4 h 02 min 00 s |       |
| 15                 | Manuel Alcalde          | Espagne              | 4 h 03 min 10 s |       |
| 16                 | José Pinto              | Portugal             | 4 h 03 min 47 s |       |
| 17                 | Pavol Blažek            | Tchécoslovaquie      | 4 h 06 min 49 s |       |
| 18                 | Karl Degener            | Allemagne de l'Ouest | 4 h 06 min 51 s |       |
| 19                 | Lennart Mether          | Suède                | 4 h 07 min 46 s |       |
| 20                 | Miklós Domján           | Hongrie              | 4 h 08 min 11 s |       |
| 21                 | Felix Goméz             | Mexique              | 4 h 09 min 22 s |       |
| 22                 | Dominique Guebey        | France               | 4 h 09 min 40 s |       |
| 23                 | Dan O'Connor            | États-Unis           | 4 h 18 min 41 s |       |
| 24                 | Dai Mingxi              | Chine                | 4 h 30 min 28 s |       |
| 25                 | Zhang Fuxin             | Chine                | 4 h 35 min 46 s |       |
| 26                 | Osvaldo Morejón         | Bolivie              | 4 h 35 min 58 s |       |
| —                  | Bohdan Bułakowski       | Pologne              | DNF             |       |
| —                  | Bo Gustafsson           | Suède                | DNF             |       |
| —                  | Jim Heiring             | États-Unis           | DNF             |       |
| —                  | Gérard Lelièvre         | France               | DNF             |       |
| —                  | Jordi Llopart           | Espagne              | DNF             |       |
| —                  | Nikolay Udovenko        | Union soviétique     | DQ              |       |
| —                  | Bogusław Duda           | Pologne              | DQ              |       |
| —                  | Dietmar Meisch          | Allemagne de l'Est   | DQ              |       |
| —                  | Erling Andersen         | Norvège              | DQ              |       |
| —                  | Martín Bermúdez         | Mexique              | DQ              |       |

## Légende
Records et Performances
- AR : Record continental (area record)
- CR : Record des championnats (championship record)
- MR : Record du meeting (meet record)
- NR : Record national (national record)
- OR : Record olympique (olympic record)
- PR : Record paralympique (paralympic record)
- PB : Record personnel (personal best)
- SB : Meilleure performance personnelle de la saison (season's best)
- WL : Meilleure performance mondiale de l'année (world leader)
- WJR : Record du monde junior (world junior record)
- WR : Record du monde (world record)

Circonstances et Conditions
- DNF : N'a pas terminé (did not finish)
- DNS : N'a pas pris le départ (did not start)
- DQ : Disqualification (disqualification)
- NM : Aucun essai valable enregistré (No Mark)
- Q : Qualifié « directement » au prochain tour (ou à la prochaine compétition), lors d'une compétition majeure, grâce au classement ou à la réalisation des minima (automatic qualifier)
- q : Qualifié au prochain tour (ou à la prochaine compétition), lors d'une compétition majeure, grâce au repêchage ou à la réalisation de l'une des meilleures performances parmi celles des « non qualifiés directement » (grâce au meilleur temps ou à la meilleure distance par exemple) (secondary qualifier)